# Płytka czołowa
Płytka czołowa – narośl kostna nad dziobem niektórych gatunków chruścieli, sprawiająca wrażenie jego przedłużenia. Posiada ją np. łyska.